# Шур, Пол
Пол Шур (англ. Paul Shure; 20 сентября 1921, Чикаго — 8 декабря 2010, Сиэтл) — американский скрипач.
Учился в Кёртисовском институте, дополнительно занимался под руководством Иосифа Ахрона. В 18 лет поступил в струнную группу Филадельфийского оркестра под руководством Леопольда Стоковского. Во время Второй мировой войны служил во флоте США, затем обосновался в Калифорнии, заняв пульт помощника концертмейстера в оркестре киностудии 20th Century Fox. В качестве второй скрипки вошёл в состав созданного концертмейстером оркестра Феликсом Слаткиным Голливудского струнного квартета, осуществившего ряд широко признанных записей и удостоенного премии «Грэмми». Покинув квартет в 1958 году, Шур на следующий год занял должность профессора скрипки в Оберлинской консерватории, однако уже в 1961 году вернулся в Голливуд как концертмейстер различных оркестров, записывавших музыку к кинофильмам. Кроме того, в 1972—1987 гг. Шур был концертмейстером Лос-Анджелесского камерного оркестра.